# جوليان ويد
جوليان ويد (بالإنجليزية: Julian Wade)‏ (12 يوليو 1989 بروسو في دومينيكا - ) هو لاعب كرة قدم دومينيكي في مركز الوسط. شارك مع منتخب دومينيكا لكرة القدم ومنتخب مونتسرات لكرة القدم. أما مع النوادي، فقد لعب مع كاليدونيا إي آي إي وBath Estate FC ‏ وIdeal SC ‏.

## وصلات خارجية
- جوليان ويد على موقع الاتحاد الدولي (مؤرشف)  (الإنجليزية)
- جوليان ويد على موقع إي إس بي إن إف سي (الإنجليزية)
- جوليان ويد على موقع قاعدة بيانات كرة القدم.إي يو (الإنجليزية)
- جوليان ويد على موقع ناشيونال فوتبول تيمز (الإنجليزية)